# VI Октябрь
VI Октябрь – второй советский дирижабль мягкого типа, построенный слушателями Высшей воздухоплавательной школы в Петрограде.

## Описание
Первый полёт VI Октябрь состоялся 27 ноября 1923 года.  29 ноября состоялся второй полёт продолжительностью  1 час 20 минут. Дирижабль в этом полёте достиг высоты 900 метров.
Оболочка дирижабля была изготовлена из старых оболочек привязных аэростатов, применявшихся в Первой мировой войне. Оболочка пропускала много водорода, поэтому эксплуатация  VI Октябрь была прекращена.
На дирижабле был установлен двигатель мощностью 105 л.с.